# Répce
Il Répce-Rábca è un fiume affluente del Danubio che scorre in Austria ed Ungheria.

## Nome
In Austria il fiume nasce con il nome di Rabnitz, che diventa Répce in Ungheria, qui nel territorio di Hanság riceve l'Einser-Kanal e cambia nome diventando Rábca.

## Geografia
Il fiume nasce in Austria presso Blumau (alt. 427 m) nel comune di Hollenthon nella Bassa Austria, dalla confluenza dei due ruscelli di Spratzbach e Thalbach. Attraversa quindi il Burgenland passando per Oberrabnitz, Unterrabnitz, Steinberg (alt. 262 m), Mannersdorf an der Rabnitz (alt. 245 m), e Lutzmannsburg(alt. 206 m) che è l'ultimo paese in territorio austriaco.
In territorio ungherese il fiume, con il nome Répce, attraversa Zsira, Bük, Csáfordjánosfa, Répceszemere, Répcelak, Dénesfa. Dopo Dénesfa il fiume punta verso il territorio di Hanság a nord e attraversa da sud a nord tutta la provincia Győr-Moson-Sopron. Giunto a pochi chilometri dal confine con l'Austria il fiume riprende la direzione verso est. A circa 10 km a nord di Kapuvár riceve il Kis-Rába (piccolo Rába). Qui il fiume cambia nome e diventa Rábca.
Il Rábca attraversa il territorio paludoso di Hanság e giunto nei pressi del paese di Bõsárkány riceve le acque dell'Einser-Kanal provenienti dal Lago di Neusiedl, subito dopo il fiume piega leggermente verso sud-est dirigendosi verso la città di Győr ove va a confluire nel ramo laterale del Danubio detto Mosoni-Duna.
Affluenti: Stoober Bach e Raidingbach da nord, Kis-Rába da sud ed Einser-Kanal da ovest.